# Tayloria solitaria
Tayloria solitaria là một loài rêu trong họ Splachnaceae. Loài này được (Cardot) T.J. Kop. & W.A. Weber mô tả khoa học đầu tiên năm 1972.